# 324.
◄ | 3. stoljeće | 4. stoljeće | 5. stoljeće | ►
◄ | 290-ih | 300-ih | 310-ih | 320-ih | 330-ih | 340-ih | 350-ih | ►
◄◄ | ◄ | 321. | 322. | 323. | 324. | 325. | 326. | 327. | ► | ►►
Astronomija • Književnost • Kršćanstvo

## Događaji
- 3. lipnja – bitki kod Adrianopola
- 18. rujna – Bitka kod Hrizopolisa

## Vanjske poveznice
|  | Zajednički poslužitelj ima još gradiva o temi 324. |